# Lupinus sitgreavesii
Lupinus sitgreavesii är en ärtväxtart som beskrevs av Sereno Watson. Lupinus sitgreavesii ingår i släktet lupiner, och familjen ärtväxter. Inga underarter finns listade i Catalogue of Life.